# Chemarea Mitropolitului Primat Conon Arămescu-Donici din 1917
Chemarea Mitropolitului Primat a fost un apel al Mitropolitului Primat al României din acea vreme, Conon Arămescu-Donici, adresată soldaților români în data de 18 iulie 1917, cu îndemnul de a înceta ostilitățile la adresa Puterilor Centrale. Geneza documentului a avut la origine o cerere a autorităților militare germane și apariția sa a fost inițiată de către girantul Ministerului Instrucțiunii Publice și Cultelor, Virgil Arion, textul său a fost scris de către Gala Galaction, iar la concepția sa ar fi contribuit pe lângă Virgil Arion, atât profesorul Iuliu Scriban cât și Lupu C. Kostaki, girantul Ministerului Afecerilor Interne.
Printre semnatarii actului s-au aflat și alte nume din ierarhia Bisericii Ortodoxe Române de la acea vreme, precum episcopul vicar Teofil Ploieșteanul, arhiereii Valerian Râmniceanul și Meletie Constănțeanul (director al tipografiei cărților bisericești), Iosif (arhimandrit al Scaunului Mitropolitan la Ungrovlahiei), Ovidiu Musceleanu (Director al Cancelariei Sfântului Sinod și al Consistoriului Bisericesc) și G. I. Geblescu (Director al Cancelariei Mitropolitane a Ungrovlahiei). Deși semnătura sa nu se află în mod direct, pe document, acesta a fost asumat și de către Iuliu Scriban (profesor și director al Seminarului Teologic Central din București).
Publicarea manifestului, împrăștiat de către aviația germană deasupra tranșeelor românești în perioada ofensivei Puterilor Centrale din vara anului 1917, precum și la Iași, a determinat suspendarea contactelor dintre ierarhii Bisericii Ortodoxe Române rămași în zona ocupată și cei refugiați în capitala Moldovei, a căror atitudine a contrastat în mod vizibil, dat fiind că aceștia au sprijinit activ efortul de război al României și împlinierea idealului național. 
Considerat trădător și ca având sentimente antiromânești de către Guvernul României, Arămescu-Donici a fost îndepărtat după încheierea Marelui Război la 1 ianuarie 1919, din funcția pe care o ocupa. Ceilalți semnatari au fost și ei îndepărtați din funcții.

## Context

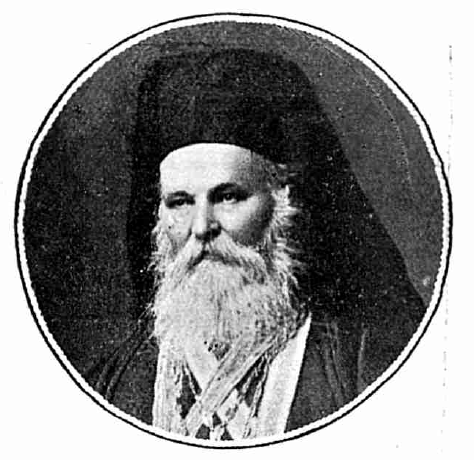
Mitropolitul Primat Conon Arămescu-Donici, aici într-o imagine din 1910

Retragerea Armatei României în Moldova, ca urmare a defășurării nefavorabile ca campaniei din 1916, a împărțit clericii Bisericii Ortodoxe Române între cei rămași în teritoriul ocupat de trupele Puterilor Centrale și cei din Moldova. Sfântul Sinod al Bisericii Ortodoxe Române nu s-a mai întrunit din anul 1916, iar cele două categorii de preoți au avut obiective diferite, în perioada 1916-1918. Astfel, în Moldova preoțimea aparținând Mitropoliei Moldovei și Episcopiei Dunării de Jos, precum și cea refugiată din Oltenia, Muntenia și Dobrogea a activat sub conducerea lui Pimen Georgescu, Mitropolit al Moldovei, alături de preoții militari ai Serviciului Religios al Armatei, aflați sub conducerea protopopului Constantin Nazarie.
Pe de altă parte, în fruntea clerului din zona ocupată a rămas Mitropolitul Primat al Bisericii Ortodoxe Române, Conon Arămescu Donici, la indicația conducătorilor politici români. Deși aceștia au dorit, conform lui Claudiu Constantin Cotan, ca „măcar șeful Bisericii Ortodoxe să rămână, ca un simbol al rezistenței, în capitala statului aflată în teritoriile ocupate de dușman”, vârstnicul Mitropolit Primat, care avea să împlinească 80 de ani, era bolnav și nu era capabil să facă față unei astfel de însărcinări. Astfel, acesta era considerat de către Nicolae Iorga „un bătrân mărginit și aproape căzut în copilărie”, în timp ce Gala Galaction l-a descris drept „bătrân, fără pic de inteligență, lipsit de memorie și plin de imaginație”.
În ce privește atitudinea clerului din teritoriul ocupat față de armata ocupantă, a existat o diferență între preoții reprezentanți în teritoriu ai Bisericii Ortodoxe Române, supuși la o multitudine de abuzuri și care au avut o atitudine favorabilă cauzei românești și statului român și ierarhii acestora, care în frunte cu Mitropolitul Primat s-au dovedit docili în ce privește ordinele date de ocupanți, sau de către politicienii germanofili.

## Origine
Conform lui Alexandru Marghiloman, cel care ar fi inspirat manifestul semnat de Arămescu-Donici ar fi fost Lupu C. Kostaki, ministru al Afacerilor Interne, în timp ce Gala Galaction a afirmat că, chemat fiind la Virgil Arion care gira funcția de ministru al Instrucțiunii Publice și Cultelor, a primit ordin de la acesta să scrie un manifest către populația Moldovei. Afirmațiilor lui Galaction li s-a adăugat opinia istoricului Ion Nistor, conform căreia tot Virgil Arion l-a contactat pe „senilul” mitropolit pentru a-i obține semnătura pe manifest.
Descrierea lui Arion, de către Galaction în momentul în care Virgil Arion i-ar fi comandat acestuia scrierea textului, este aceea a unui om bulversat de faptul că armata germană se pregătea să invadeze Moldova, Arion considerând că forțele românești vor fi sfărâmate „precum roata olarului”. Cu toate că pleca de la experiența exodului haotic din Muntenia al celor ce-și părăsiseră locuințele speriați de cruzimea germanilor, intenția apelului era însă una blamabilă.
Conform lui Nistor, creatorii textului au fost Gala Galaction și Iuliu Scriban, opinia sa fiind susținută de Pia Alimăneștianu, care în „Însemnări din timpul ocupației germane” a scris în 1929 că cei doi clerici mai tineri l-au folosit pe Donici, „bătrân și extrem de slab ca om”, pentru a susține manifestul. În același sens, Ion Gheorghe Duca l-a descris pe Scriban drept „un amestec ciudat de versatilitate și perfidie, al cărui nume nu putea lipsi din acest document”.
În relatarea lui Scriban însă, textul manifestului ar fi fost înfățișat Mitropolitului Primat chiar de către Lupu C. Kostaki, ca fiind un act util populației românești și nu germanilor. Astfel, după ce Kostaki i-a notificat pe capii Bisericii precum că trupele germane urmează să intre în Moldova, le-a spus acestora că forțele române trebuie avetizate și sfătuite să stea pe loc, fără a trece Prutul în Rusia și că nu este nimic rău în asta.
Într-un articol din anul 2017 publicat în revista Centrului de Cercetare a Conlucrării Bisericii Ortodoxe cu Armata României „General Paul Teodorescu”, colonelul Remus Macovei a sintetizat că, cererea autorităților germane de realizare a unui document care trebuia ulterior distribuit populației și militarilor români din Moldova, înaintea începerii luptelor din vara anului 1917, a fost orientată către Virgil Arion. Ciorna manifestului a fost scrisă de Gala Galaction, care era administratorul Casei Bisericii, iar Lupu Kostaki împreună cu Virgil Arion i-au dat forma finală.

## Asumarea documentului
Documentul, adus la Mitropolie de giranții ministerelor de Afaceri Interne (Lupu C. Kostaki) și Instrucțiunii Publice și Cultelor (Virgil Arion), a fost semnat la data de 18 iulie 1917 (24 iulie conform lui Remus Macovei), la Cancelaria Mitropolitană, de către episcopul vicar Teofil Ploieșteanul (consemnat de către Ion Gheorghe Duca drept Nifon Ploieșteanul), arhiereii Valerian Râmniceanul și Meletie Constănțeanul (director al tipografiei cărților bisericești), Iosif (arhimandrit al Scaunului Mitropolitan al Ungrovlahiei), Ovidiu Musceleanu (Director al Cancelariei Sfântului Sinod și al Consistoriului Bisericesc) și G. I. Geblescu (Director al Cancelariei Mitropolitane a Ungrovlahiei).
În memoriile sale, I. Ghe. Duca a susținut că cererea către Conon Arămescu de a semna manifestul a venit din partea generalului von Mackensen, Mitropolitul Primat fiind împins de către Virgil Arion, să se preteze tuturor cerințelor germanilor cu o pasivitate demnă de a fi condamnată. În broșura publicată în anul 1925 prin care a încercat să se dezvinovățească și intitulată „Lămurirea unei situațiuni”, Iuliu Scriban a afirmat însă că este greșită părerea opiniei publice, precum că mitropolitul și ceilalți clerici ar fi fost forțați prin amenințări de către agenții germani, să semneze manifestul respectiv. Conform lui Scriban, ierarhii bisericii nu ar fi avut de ce să suspecteze nereguli în ce privește documentul, atât timp cât toți aveau încredere în Lupu C Kostaki care, în calitate de ministru de Interne, susținuse cauza Bisericii și a românilor, în perioada ocupației germane.
Kostaki, conform lui Scriban nu ar fi solicitat decât semnătura lui Arămescu-Donici, acesta din urmă cerându-le însă și subordonaților lui să semneze, semnăturile celorlalți șase prelați urmând să dea o mai mare credibilitate manifestului. În opinia lui Remus Macovei însă aceștia nu ar fi cunoscut conținutul documentului, iar Mitropolitul Primat i-ar fi obligat pe respectivii prelați să semneze, garantându-le că el își asumă întreaga răspundere. Scriban nu s-a numărat însă printre cei care au semnat în acea zi, acesta semnând potrivit propriilor sale declarații 10 zile mai târziu, la insistențele lui Gala Galaction, pe motiv că adăugarea semnăturii sale ar da o greutate mai mare actului. Declarativ, Scriban a afirmat că a semnat fără a cunoaște conținutul actului respectiv. Spre diferență de Scriban, istoricul Ion Nistor a opinat în 1943 că cel care a obținut semnătura lui Donici a fost Virgil Arion.
Afirmațiile lui Scriban, de după război, au ridicat suspiciunea că varianta finală a textului, tipărită pe manifest, reprezintă în fapt o versiune schimbată ulterior semnării acestuia, de către clerici.

## Caracteristici
Manifestul, adresat întregii populații, a fost împrăștiat de către aviația germană deasupra tranșeelor românești în perioada ofensivei Puterilor Centrale din vara anului 1917, precum și la Iași. Documentul proslăvea fatalismul și religiozitatea și încuraja în rândul românilor defetismul și supunerea în fața „învingătorului”, căruia „lucrarea” divină i-ar fi îmblânzit inima, îndemnând chiar soldații români la cooperare cu forțele germane.
Cei care au semnat textul au crezut sincer în succesul ofensivei germane. Lucrând însă în vorbe scrise cu meșteșug la slăbirea moralului trupelor române angajate în oprirea ofensivei inamice, apelul, „chemare înfrântătoare și perfidă” (conform lui Ion Nistor, 1943), s-a dovedit a conține totuși, o mare doză de cinism.
Ion Nistor a considerat ca fiind incriminatoare pentru cei implicați, porțiunile de text în care Dumnezeu, descris drept milostiv cu România, ar fi „îmblânzit inima” inamicului, făcându-l pe dușman pentru români „tovarășul nostru în muncă pentru mântuirea României”. Românii astfel nu ar fi avut de ce să se teamă de inamicul „biruitor”, datorită căruia în Muntenia „s-au păstrat casele și onoarea” celor plecați în Moldova. Mai mult, soldații români urmau să mai aibă „o singură datorie”, anume pe aceea de a nu părăsi România, astfel încât aceasta să fie lipsită de puteri și de a nu-și pune armele „în slujba vreunei cauze străine”.

## Reacții

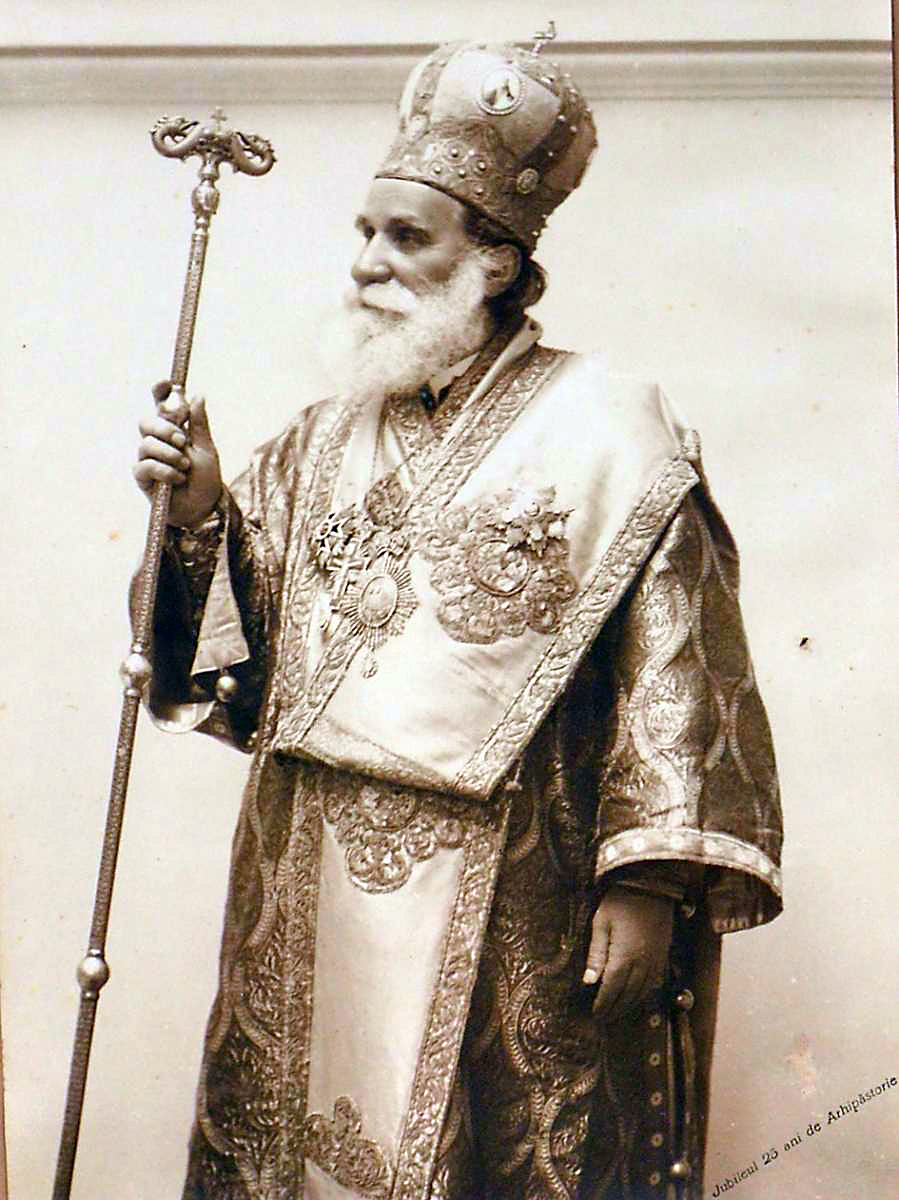
Mitropolitul Moldovei Pimen Gerogescu, aici într-o imagine din 1920

Publicarea manifestului a determinat suspendarea contactelor dintre ierarhii Bisericii Ortodoxe Române rămași în zona ocupată și cei refugiați la Iași.
Cu toate că nu a ajuns la soldați, deoarece după aruncarea din avioane copiile manifestului au fost strânse de către Înaltul Comandament Român și distruse, îndemnul Mitropolitului Primat a reprezentatat o inițiativă neinspirată, de neiertat pentru cei aflați în spatele frontului din Moldova și a generat reacții furibunde. De asemenea, acesta a fost o cauză determinantă de apreciere în termeni extrem de negativi, a administrației Bisericii Ortodoxe Române din perioada ocupației germane. Este de remarcat că răspândirea manifestului nu s-a corelat cu creșterea numărului dezertărilor, cu scăderea capacității de luptă a trupelor sau a încrederii în victorie. De asemenea, nu a avut vreun efect asupra preoților militari, care, au avut un comportament exemplar în timpul luptelor, deși ar fi avut conform propriului regulament, obligația de a se supune spre a executa îndemnul Mitropolitului Primat (în care se indica militarilor români să să abandoneze lupta, să depună armele și să fie de acord ca și Moldova să fie ocupată de germani).
Prelații din Moldova s-au mobilizat cu scopul susținerii armatei și refugiaților, sub conducerea lui Pimen Georgescu. Însuși mitropolitul a solicitat încă din luna ianuarie 1917 să contacteze trupele în refacere, pentru a cultiva sentimentul religios în rândul acestora și a întări sufletește pe militari, fiind în același timp și un prețios ajutor al Reginei Maria, inclusiv în ce privește îngrijirea răniților pe front. De asemenea, acesta a îmbărbătat în mod personal toate regimentele care plecau pe front și a susținut prin activitatea sa religioasă victoria trupelor române și pomenirea celor morți în lupte.
Într-o predică ținută în catedrala Mitropolitană din Iași la 8 iulie 1917, Pimen a tratat subiectul reprezentat de apropierea momentului în care activitatea frontului urma să devină intensă. Pornind de la fragmentul de text din Biblie „Cel ce nu are sabie să-și vândă haina și să-și cumpere. (Luca 22,36)”, mitropolitul a construit un mesaj referitor la faptul că „Se apropie întețirea luptelor din partea vrășmașilor”, prin care a transmis atât populației cât și militarilor care era datoria fiecărui individ.  Preoții de parohii și cei militari au adus la cunoștința populației și respectiv militarilor, acest apel al mitropolitului Pimen.
După terminarea perioadei de ocupație germană, în 1919 s-a procedat, în scop de purificare, la pedepsirea celor suspectați de colaborare cu forțele germane. Încă de la 26 noiembrie 1918 Corneliu Manolescu-Râmniceanu, președintele Curți de Casație și Justiție, a consemnat la deschiderea anului judecătoresc despre Chemarea Mitropolitului Primat că „În interesul chiar al celor iscăliți pe acest manifest, trebuie să se facă fără întârziere lumină și după lumina Justiției.”
Considerat trădător și ca având sentimente antiromânești de către Guvernul României, Arămescu-Donici a fost îndepărtat după încheierea Marelui Război, la 1 ianuarie 1919 din funcția pe care o ocupa și internat la Căldărușani, pe motiv de colaborare în perioada 1916-1918 cu autoritățile germane de ocupație. În aceeași perioadă, în presă a apărut informația că mitropolitul Pimen al Moldovei a solicitat Ministerului Instrucției Publice trimiterea mitropolitul Arămescu-Donici înaintea Curții de Casație și judecarea sa, drept motiv fiind atitudinea pe care o avusese în timpul ocupației germane. Ulterior, Arămescu-Donici s-a retras în casele Mânăstirii Cernica, unde a rămas până la decesul său din 7 august 1922.
Lupu C. Kostaki a fost condamnat moral pentru răspândirea chemării mitropolitane (chiar dacă adeziunea sa la manifest nu era sigură) și a fost asimilat după război celorlalți „trădători”, de către curentul revanșard. Toți semnatarii manifestului  au fost demiși din funcțiile lor și au fost judecați de Curtea Marțială a Corpului II Armată pentru trădare de țară. Nici unul dintre aceștia însă nu a fost condamnat, procesul încheindu-se după doi ani. Fostul ministru Virgil Arion și-a asumat însă, în timpul cercetărilor, toată răspunderea în ce privește manifestul. Unii dintre cei care semnaseră au fost cercetați și disciplinar de către o Comisie de judecată a Corpului Didactic secundar și superior a Universității din București. Aflată sub conducerea lui Dimitrie Gusti, aceasta i-a achitat pe acuzați, astfel încât aceștia nu au avut de îndurat nici o pedeapsă disciplinară.
Niciunul dintre prelații care au semnat documentul aflat în cauză nu a mai fost numit în funcțiile înalte ocupate mai înainte. Ulterior, Iuliu Scriban nu a mai putut fi ales în scaunul mitropolitan al Bucovinei, deoarece se aflase printre semnatarii actului de trădare.

## Texte
| Chemarea Mitropolitului Primat al României din 18 iulie 1917 |
| --- |
| Români moldoveni și voi Români de pretutindeni adunați între Carpați și Prut, auziți glasul fraților voștri din România ocupată: Oștile puterilor centrale sunt în trecătorile Carpaților, sunt la porțile de sus și la porțile de jos ale Moldovei. Ele înaintează; și țara va fi din nou ciuntită în sângele ei. Noi, Mitropolitul Primat al României, am îngenuncheat înaintea altarului și ne-am rugat Domnului pentru mântuirea poporului nostru „și s'a umplut biserica de lumina măririi Domnului și asupra noastră a venit duhul cel bun, ca să sfătuim sfat de pace în cetatea noastră.” Țara vrea pace. — Prea mult a fost pus spre pustiire cuprinsul țării. — „Peste cele patru aripi ale pământului a venit asupra noastră sfârșitul nostru.” Cele înalte ale țării au perit; Puterile noastre s'au surpat. Mulți din fii au fost uciși, alții s'au risipit prin țări străine, unde, cuprinși de foame, se sfârșesc. — Dar Domnul Dumnezeu s'a îndurat de țara aceasta. El a îmblânzit inima biruitorului către noi și a făcut dintr-însul tovarășul nostru la munca pentru mântuirea României. Țărani târgoveți slujbași și orice ați fi, aveți bună credință că biruitorul care intră în Moldova nu este setos de răzbunare, nu ucide, nu jefuiește, nu dă foc, nu pustiește! Aici, în Muntenia, averile, casele, cinstea noastră a tuturor au fost respectate, laolaltă noi am muncit cămpiile țăreii, și ele au dat roadă. — Dumnezeu a potolit mânia răsboinicului și a binecuvântat munca noastră comună. — Nu vă temeți fraților și nu apucați drumul pribegiei! Cu dor și gând de pace ne întoarcem către voi și vă trimitem îndemn sfătuitor să stați și să rămâneți, cu toții, pe la locurile voastre. Ați apărat țara cu vrednicia, datoria v'ați făcut-o pe deplin. — Mulți dintre voi au căzut apărând moșia strămoșească. Astăzi puterile voastre sunt frânte. – O singură datorie către țară mai aveți: Să nu părăsiți pământul țării, să nu lipsiți România de puterile voastre. Să nu puneți brațul vostru în slujba unei cauze străine. Stați pe loc fraților! Rămâneți între Carpați și Prut: nu faceți din acest râu românesc hotar despărțitor între inimile noastre. Rămâneți pe pământul strămoșesc, lângă mormintele strămoșilor și ale fraților voștri de luptă, lângă holdele care de aci înainte vor hrăni neamul nostru. — Aveți încredere în marele și milostivul Dumnezeu. Aveți încredere în Pronia Lui minunată care ridică pe cel surpat și, din dărâmături scoate, din nou, la fața soarelui viața cea frumoasă ca mai înainte! Aveți încredere în viitorul tulpinei românești. Dr. Konon A. Donici.Arhiepiscop și Mitropolit Primat. Teofil. M. Ploieșteanul, Vicarul Sf. Mitropolii a Ungro-Vlahii. Arch. Valerian Ramniceanu, Vicarul Sf. Episcopii Buzeu. Meletie Constanțianul, Vicarul Sf. Episcopii a Dunărei de Jos Iosif, Archim. de Scaun Sf. Mitropolii. Iconom Ovidiu Musceleanu, Director Cancelarii Sf. Sinod și Consistoriul Bisericesc. Iconom G. I. Geblescu, Director Cancelarii Sf. Mitropolii. |

| Cuvântarea Mitropolitului Pimen al Moldovei din 8 iulie 1917 |
| --- |
| Cel ce nu are sabie să-și vândă sabia și să-și cumpere (Luca 22, 36). Când citez aceste cuvinte, spuse de Hristos către apostolii Lui, s-ar părea că de la acest loc sfânt vă spun ceva care nu ar sta în legătură cu învățătura blândului Hristos, care s-a jertfit pentru pacea lumii. S-ar părea ca eu îndrăznesc să vă înfățișez o nouă icoană în biserica creștină, vorbindu-vă altfel decât obișnuiam a vă vorbi și voi erați deprinși a mă asculta. Și atunci cu drept cuvânt vă întrebați, de ce această schimbare? De ce azi în numele lui Hristos, vă vorbesc de sabie și nu de pace! Se apropie întețirea luptelor din partea vrășmașilor și nu târziu avea să urmeze judecata nedreaptă și condamnarea celui nevinovat. Și noi românii în aceste vremuri nemaipomenit de grele pentru apărarea țărei noastre și în interesul neamului nostru datori suntem a ne lupta cu sabia și orice armă contra dușmanilor noștri cotropitori. Sunt mai multe luni de când oștirea noastră se războiește cu dușmanii pentru sfânta noastră dreptate și libertatea fraților noștri. Din viața noastră pașnică, nevoiți am fost să eșim la război. Nu pentru a nedreptăți pe cineva, ci a ni se recunoaște dreptatea noastră și a ni se îndeplini dorința noastră de veacuri, adică, desrobirea pământului strămoșesc și unirea tuturor românilor. Suntem deci într-un război sfânt și trebuie să ne facem datoria până la jertfirea vieții, pentru țară și neam. Nu toți putem purta sabie, dar toți avem datoria sfântă pentru apărarea țării și a neamului contra dușmanilor noștri, până a ne vinde și haina pentru a cumpăra sabie și munițiuni de război, ca să aibe cu îndestulare oștirea noastră tot ce-i trebuie pe câmpul de luptă și a îngriji de ostașii răniți și bolnavi de prin spitale, precum și copii rămași fără părinți. Acum e vremea luptelor și a jertfelor și nimeni dintre noi, cei ce au suflet și inimă românească, nu-i scutit de luptă și jertfă. Și jertfele ce ni se cer trebuie să le socotim cu atât mai obligatorii pentru fiecare din noi cu cât dușmanii noștri nu cruță nimic pentru întărirea armatei lor. Averile lor, fără nicio alegere sunt puse la îndemâna armatei. Până și cele mai scumpe unelte casnice și pietre scumpe au fost depuse în Băncile statului ca să aibă mijloace destule bănești pentru întărirea oștirii lor contra noastră. Așa se cade să facem și noi românii. Acum toată lumea care voiește să trăiască cu demnitate și să-și pregătească un viitor mai fericit, trece prin vremea jertfelor și noi am moștenit de la bătrânii noștri, voința și dorința de a trăi și întregi neamul. Pentru această voință și dorință, care e visul nostru, se cuvine sau să trăim sau să murim. Să ne restrângem plăcerile care ne-au stăpânit și ne-au slăbit așa de mult și să întărim credința în Dumnezeu. Să ne deprindem a fi mulțumiți cu puțin și strict necesar. Să avem sus inimile ridicate către Dumnezeul părinților noștri, iar gândul să fie îndreptat către scumpa noastră armată de la vitejia căreia așteptăm împlinirea dorințelor noastre sfinte. La lucru deci cu toții cei ce suntem adevărați români și adevărate romance: cei tineri să meargă pe câmpul de bătaie toți până la unul; cei bătrâni la muncă fără preget pentru țară și armată; femeile românce, fie cucoane din orașe, fie țărance din sate, să lucreze pe întrecute pentru nevoile oștirii de pe front și pentru îngrijirea răniților din spitale. Pimen, Mitropolit al Moldovei |